# Zec de la Rivière-aux-Rats
Pour les articles homonymes, voir Rivière aux Rats.
La zec de la Rivière-aux-Rats est une zone d'exploitation contrôlée (zec) située dans le territoire non organisé de Rivière-Mistassini, dans la municipalité régionale de comté (MRC) Maria-Chapdelaine, dans la région administrative du Saguenay–Lac-Saint-Jean, au Québec, au Canada.

## Toponymie
Le toponyme "zec de la Rivière-aux-Rats" a été officialisé le 5 août 1982, à la Banque des noms de lieux de la Commission de toponymie du Québec.

## Géographie
Couvrant 1781 km², la zec de la Rivière-aux-Rats est la troisième plus grande en superficie au Québec et la plus vaste de la région administrative du Saguenay-Lac-Saint-Jean. La limite sud de la zec est située à environ 30 km au nord de Dolbeau-Mistassini.
La zec comporte un réseau routier forestier de 640 km. La zec compte 355 lacs dont 80 sont exploités pour la pêche sportive. Les quatre rivières de la zec sont toutes exploitées pour la pêche sportive. La zec doit son nom à la Rivière-Aux-Rats qui traverse pratiquement toute sa superficie et le Lac-Aux-Rats qui a une longueur de 21 km   

## Chasse et pêche
Les forêts de la zec sont giboyeuses.
La pêche récréative est prolifique dans les plans d'eau autorisés de la zec. La zec applique un contingentement pour les espèces suivantes : omble de fontaine, touladi et brochet. L'omble de fontaine est généralement plus populeuse dans les lacs de la partie nord de la zec tandis que le brochet est généralement plus répandu dans les lacs du sud.

## Principaux attraits
La zec offre un service d'hébergement et de camping.
Pour les sportifs de rivière, il est possible pratiquer le canoë camping sur la rivière aux Rats sur une distance de plus de 25 km.